# 로건 베렛
스캇 로건 베렛(Scott Logan Verrett, 1990년 6월 19일 ~ )은 미국의 야구 선수이자, 전 KBO 리그 NC 다이노스의 투수이다.

## 미국 프로야구시절
2015년에 텍사스 레인저스에 입단하였다.

## 한국 프로야구시절

### NC 다이노스시절
2018년부터 에릭 해커, 제프 맨쉽을 대체할 외국인 투수로 영입되었다.

## 미국 프로야구복귀
2019년에 오클랜드 애슬레틱스에 입단하였다.